# Bruine baardvogel
De bruine baardvogel (Caloramphus fuliginosus) is een Aziatische baardvogel. Deze soort is na 2013 op grond van DNA-onderzoek gesplitst in de grauwe baardvogel (P. hayii) die voorkomt op Malakka en Sumatra en de soort die deze wetenschappelijke naam hield en alleen op Borneo voorkomt.

## Beschrijving
De bruine baardvogel is 17 cm lang. Hij is — net als de andere Aziatische baardvogels — vrij plomp van bouw. Verder wijkt de vogel sterk af van de baardvogels uit het geslacht Psilopogon. De vogel is bruin van boven en vuilgrijs met een gele waas op borst en buik. De poten zijn opvallend oranje gekleurd. Het vrouwtje heeft een roze snavel het mannetje een zwarte snavel. Verder heeft hij een rode keelvlek, waarvan de grootte per ondersoort verschilt. De vogel gedraagt zich ook anders; hij maakt niet het karakteristieke staccato-geluid, maar produceert fluittonen. Verder is de vogel niet zo sterk territoriaal maar komt voor in familiegroepjes.

## Verspreiding en leefgebied
Het is een algemene standvogel van regenwoud in heuvelland maar ook in secundair bos en cacaoplantages. De soort komt voor in het grootste deel van Borneo en telt twee ondersoorten:
- C. f. tertius: noordelijk Borneo (Sabah en Brunei).
- C. f. fuliginosus: overig Borneo.

## Status
De bruine baardvogel heeft een groot verspreidingsgebied en daardoor alleen al is de kans op uitsterven uiterst gering. De grootte van de populatie is niet gekwantificeerd. De soort gaat door ontbossing in aantal achteruit. Echter, het tempo ligt onder de 30% in tien jaar (minder dan 3,5% per jaar). Om deze redenen staat hij als niet bedreigd op de Rode Lijst van de IUCN.